# Friedrichsthal (Grebenstein)

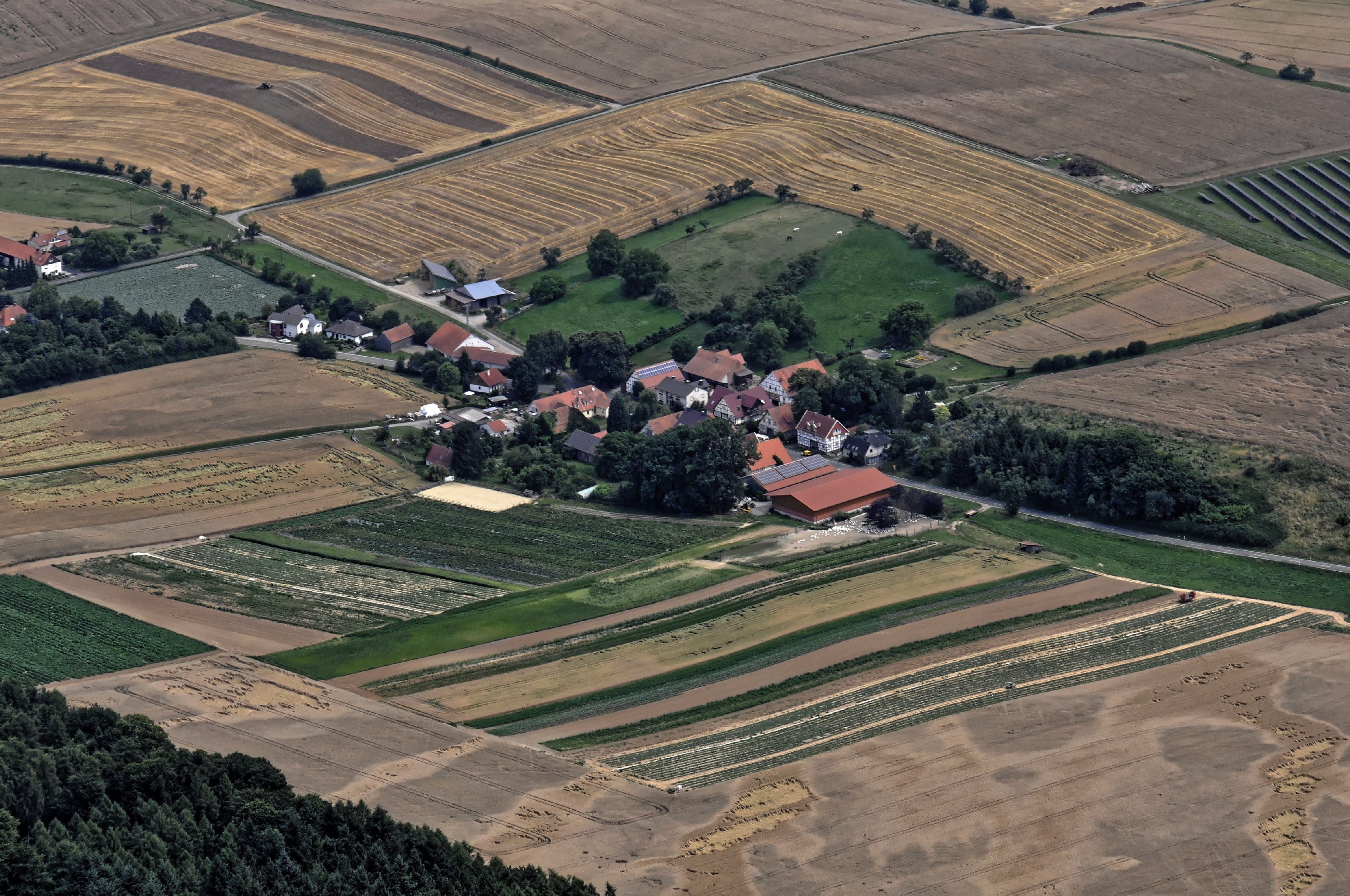
Friedrichsthal

Friedrichsthal ist eine Siedlung der nordhessischen Stadt Grebenstein im Landkreis Kassel, etwa vier Kilometer westlich der Kernstadt gelegen. Seit 1895 ist sie Teil der Stadt Grebenstein und ist heute Teil des Stadtteils Kernstadt.
Der Ort entstand auf Anordnung des Landgrafen Friedrich II. in den Jahren 1776/77 etwa eineinhalb Kilometer westlich des ehemaligen Dorfes Rixen, das zu Anfang des 12. Jahrhunderts urkundlich erwähnt wurde, aber schon vor der Mitte des 15. Jahrhunderts aufgegeben und „wüst“ geworden war.
Der Siebenjährige Krieg hatte dem Diemelland schwere wirtschaftliche Schäden zugefügt, und nach Kriegsende versuchte der Landgraf, die wirtschaftliche Situation dieses Gebiets durch die Neubesiedlung von Wüstungsgemarkungen in der Nähe der Städte Hofgeismar, Trendelburg und Grebenstein zu verbessern. Am 27. September 1776 befahl Friedrich die Anlage der Kolonie Friedrichsthal, und der Ort entstand dann im Jahre 1777 etwa drei Kilometer westlich von Grebenstein im Nesselbachgrund.
Die Anfangsjahre der neuen Siedlung waren schwer. Die landwirtschaftlichen Flächen waren nur klein, und der Ackerboden, der zu einem Großteil aus Huteland bestand, war meist steinig und unergiebig. Hinzu kam, dass sich manche der Kolonisten als Ackerleute ausgegeben hatten, aber von Ackerbau und Viehzucht nicht das Geringste verstanden. Auch wurden die ersten Häuser oft nur schlecht gebaut, und es gab mannigfache Klagen über unzuverlässige Handwerker. Die wirtschaftliche Lage in Friedrichsthal blieb lange Zeit schlecht, wozu auch häufige Missernten beitrugen, und besserte sich erst allmählich im 19. Jahrhundert.
Im Gegensatz zu den etwa zur gleichen Zeit gegründeten Dörfern Friedrichsdorf (heute Stadtteil von Hofgeismar) oder Friedrichsfeld (heute Stadtteil von Trendelburg) war Friedrichsthal nie ein selbstständiges Dorf. Noch im Jahre 1835, nach dem Erlass des hessischen Gemeindegesetzes von 1834, lehnten es die Bewohner ab, eine eigene Gemeindevertretung zu wählen; sie verwiesen auf ihre Zugehörigkeit zur Stadt Grebenstein, wohin auch das „Bürgergeld“ gezahlt wurde.